# Tlalminulpa
Tlalminulpa es una localidad de México perteneciente al municipio de Atitalaquia en el estado de Hidalgo.

## Geografía
A la localidad le corresponden las coordenadas geográficas 20° 4’ 31.488” de latitud norte y 99° 13’ 22.987” de longitud oeste, con una altitud de 2080 m s. n. m. Se encuentra a una distancia aproximada de 3.16 kilómetros al noroeste de la cabecera municipal, Atitalaquia.
En cuanto a fisiografía se encuentra dentro de la provincia del Eje Neovolcánico dentro de la subprovincia de Llanuras y Sierras de Querétaro e Hidalgo; su terreno es de llanura y lomerío.  En lo que respecta a la hidrología se encuentra posicionado en la región Panuco, dentro de la cuenca del río Moctezuma, en la subcuenca del río Salado. Cuenta con un clima semiseco templado.

## Demografía
En 2020 registró una población de 2797 personas, lo que corresponde al 8.87 % de la población municipal. De los cuales 1388 son hombres y 1409 son mujeres. Tiene 687 viviendas particulares habitadas.
| Gráfica de evolución demográfica de Tlalminulpa entre 1900 y 2020                            |
|                                                                                              |
| Población de los censos y conteos del Instituto Nacional de Estadística y Geografía (INEGI). |

## Economía
La localidad tiene un grado de marginación bajo y un grado de rezago social muy bajo.